# Micromacronus
Micromacronus es un género de aves paseriformes de la familia Cisticolidae endémico de Filipinas. Sus miembros, que anteriormente se clasificaban en la familia Timaliidae, parecen una versión en miniatura de los timalies Macronus, como indican tanto su nombre científico como el común. 

## Taxonomía
El género no fue descrito hasta 1962, cuando fue recolectada la primera de sus especies por Manuel Celestino y Godofredo Alcasid, del museo nacional de Filipinas. Anteriormente el género se clasificaba en la familia Timaliidae, pero fue traslado en 2012 a la familia Cisticolidae. Además durante mucho tiempo fue considerado monofilético, pero ahora se considera que tiene dos especies.

## Especies
El género contiene las siguientes dos especies:
- Micromacronus leytensis - timalí enano de las Bisayas, presente en Samar, Leyte y Biliran;
- Micromacronus sordidus - timalí enano de Mindanao, restringido a Mindanao.